# Tamamusi ereklyetartó szekrény
A Tamamusi („Ékszerbogár”) ereklyetartó szekrény (玉虫厨子 Tamamushi no zushi) egy miniatűr palota, amely Japánban, ezen belül Nara prefektúrában, az Ikarugában levő Hórjúdzsi (Hōryū-ji) buddhista templomban található. Készítésének ideje ismeretlen, de feltehetően az i. sz. 7. század közepén hozták létre. Ritka, Aszuka-korra jellemző festményekkel van díszítve, ennek köszönhetően pedig fontos információkat szolgáltat a kor architektúrájáról, melynek köszönhetően Japán nemzeti kincsei közé sorolták.
A Tamamusi név az aranybogár (Chrysochroa fulgidissima) irizáló szárnyaiból ered, amellyel egykor díszítették, de ami mára már levált róla. Négyszögletű emelvénnyel rendelkezik, amelyen az alapzat található, ezen pedig egy 233 cm magas miniatűr palota. Eredeti japán neve, a zusi (厨子 zushi), buddhista képekkel és szútra tekercsekkel ellátott miniatűr ereklyetartóra vonatkozik, ebben az esetben pedig egy Kannon szoborra és ülő helyzetben levő, kicsi, bronz Buddha szoborsorokra.

### Történelem

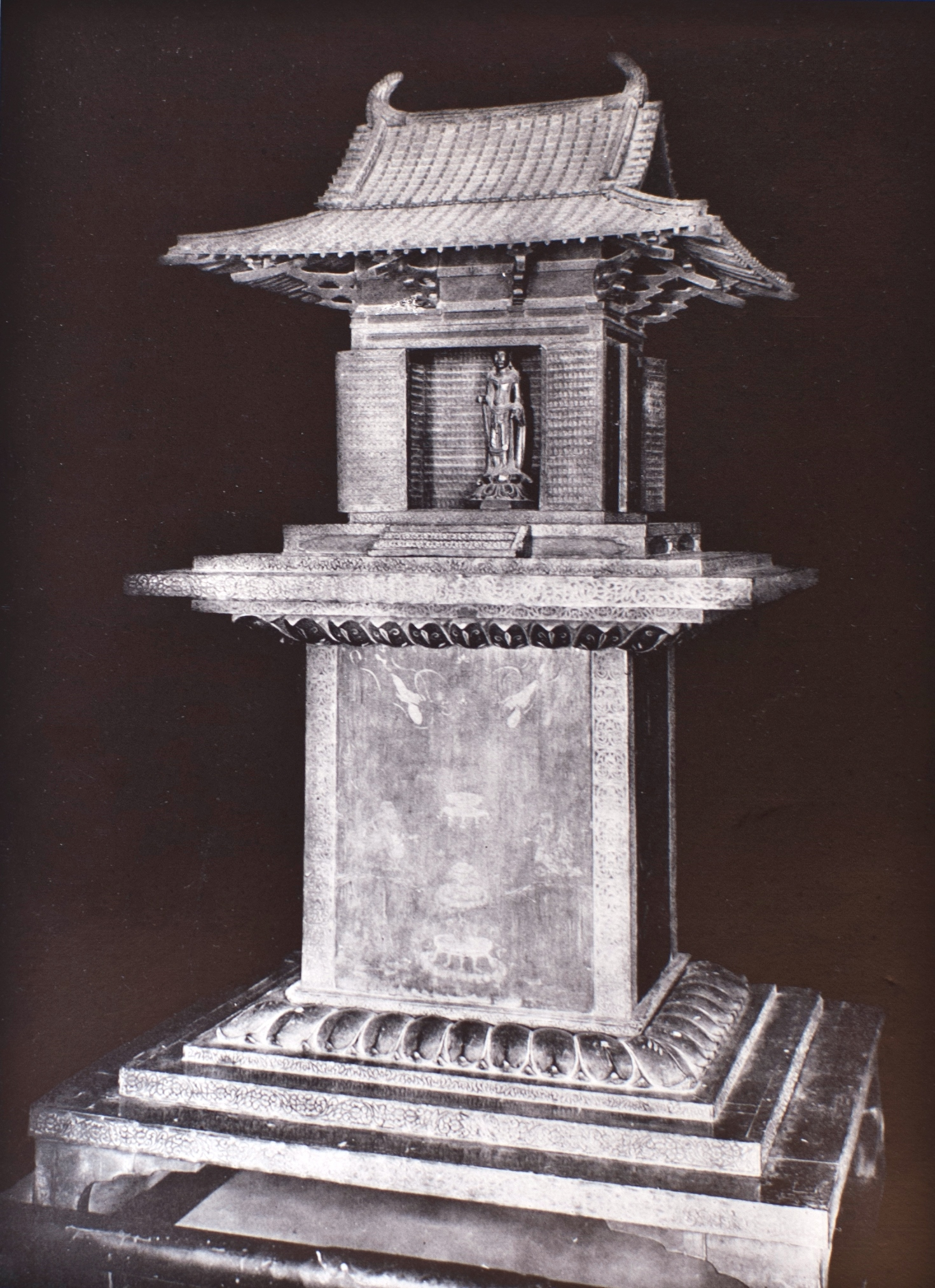
A Tamamusi ereklyetartó szekrény a Hórjúdzsi templomban

Készítésének pontos ideje ismeretlen, de általában a 7. század közepét tartják elfogadottnak. Létrehozásának legkésőbbi feltételezhető dátuma az első olyan dokumentumból származik, amely említést tesz a létezéséről. Ez egy 747-re visszavezethető templomi feljegyzésekből készült leltárból származik, amely arról tesz említést, hogy „két palotaépület alakú elem közül az egyik az Ezer Buddhához hasonló kinézetet viseli, domborított fémmunkával”, az egyik tehát a Tamamusira vonatkozik, a másik pedig a későbbi Tacsibana (Tachibana) ereklyetartóra. Bővebb leírás Kensin (Kenshin) szerzetes beszámolóiból ismert, melyek az 1230-as vagy 1240-es évekből származnak, és Sótoku japán régenshercegről (Shōtoku Taishi) szólnak, akinek szoros kapcsolata volt a korai japán buddhizmussal, s aki megalapította a Hórjúdzsi templomot. Kensin az, aki az ereklyetartó tamamusi (Chrysochroa fulgidissima) szárnyaira hivatkozik, ugyanakkor azt is állítja, hogy az eredetileg Szuiko japán császárnőhöz tartozott. Ernest Francisco Fenollosa, aki hozzájárult az 1871-es ősi műemlékek megőrzésének tervéhez országszerte végzett felmérésekkel, arra következtetett, hogy a szekrényt az 590-es években mutathatták be a japán császárnőnek. Uehara Kazu, japán tudós, aki közel négy évtizeden keresztül mintegy 28 cikket szentelt az ereklyetartónak s egy terjedelmes monográfiát is összeállított, összehasonlító elemzéseket végzett az olyan architekturális jellemzőkről és a dekoráció motívumairól, mint például arról a kicsi fülkékről, amelyben az Ezer Buddha ül. Ezen feltételezésekhez igazodva az ereklyetartó keletkezését ma körülbelül 650-hez, vagy a 7. század második negyedéhez kötik.
Feltételezhetően eredetileg máshol elhelyezve, az ereklyetartó megmenekült a Hórjúdzsi 670-ben történt leégésétől. A templomról és kincseiről szóló korai feljegyzések arra utalnak, hogy az Aranycsarnok nagy oltárára volt helyezve. Kensin a korai Kamakura-korban megjegyzi, hogy a keleti ajtóval állt szemben, és hogy az eredeti Amida hármast valamikor ellopták. Fenollosa korai 20. századi feljegyzéseinek keletkezési idején a szekrény még mindig az oltáron állt, ugyanúgy mint Soper 1942-es és 1958-as tanulmányainak születése korában. Ernest Fenollosa úgy utal az általa felfedezett Yumedono Kannonra és az ereklyetartóra, mint „két nagyszerű emlékmű a hatodik századi Korea művészetéből”. A The Cambridge history of Japan írói úgy említik, mint egyike az „Asuka-kori nagyszerű műveknek, amelyeket idegen papok készítettek, és amelyeket japán nemzeti kincsekként őriznek”.
Az 1949. január 26-án történt nagy tűzvészt épségben átvészelte. A felújítási munkálatok miatt abban az időben az épületet részben lebontották, és minden hordozható elemet elszállítottak. Az ereklyetartó ívelt cserepét is szerelték, s a kincses kamrába helyezve, másolatokkal helyettesítették. A szekrény ma a Hórjúdzsi templom kincses kamrájában tekinthető meg. 

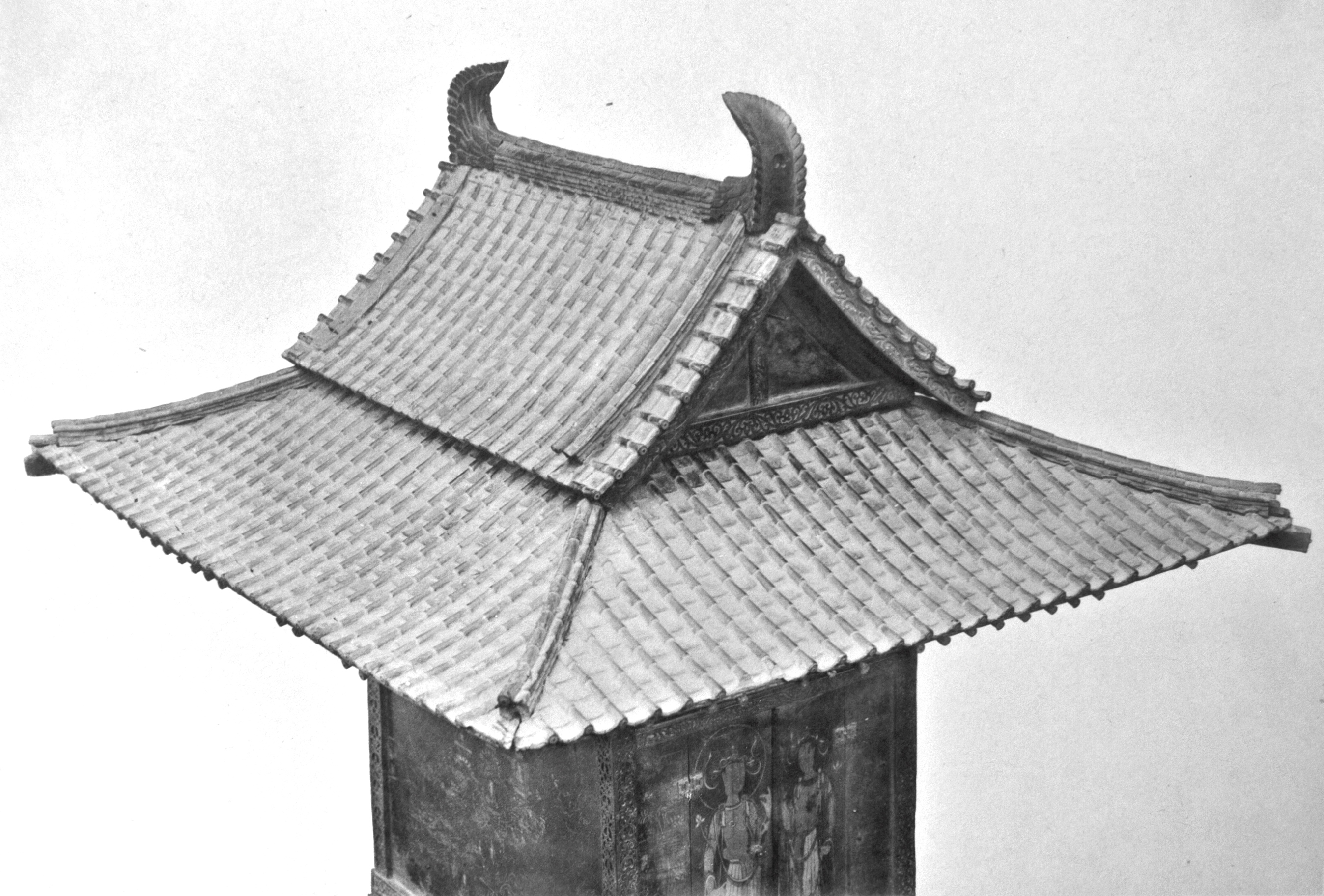
Tetőrészlet

### Építészeti forma
Mialatt sok, ma már nem létező szerkezet alaprajza ismert, ez a miniatűr épület kifejezetten fontos, nem csupán a korai létrejötte miatt, hanem a felső elemek szerkezetének megértése miatt is, különösképpen a tetőszerkezet, a cserepezés, és a könyökfának köszönhetően. Kevés épület maradt fenn a Nara-kor előtti időszakból, és még a fennmaradtaknak is többször lett újjáépítve a tetejük. A lehető legjobb, ha nem az egyetlen forrása a legkorábbi stílusoknak azok a miniatűr modellek, mint például a Tamamusi szekrény, illetve a következő századból származó miniatűr pagoda a Kairjúódzsiből (Kairyūō-ji) és a Gangódzsiből (Gangō-ji).

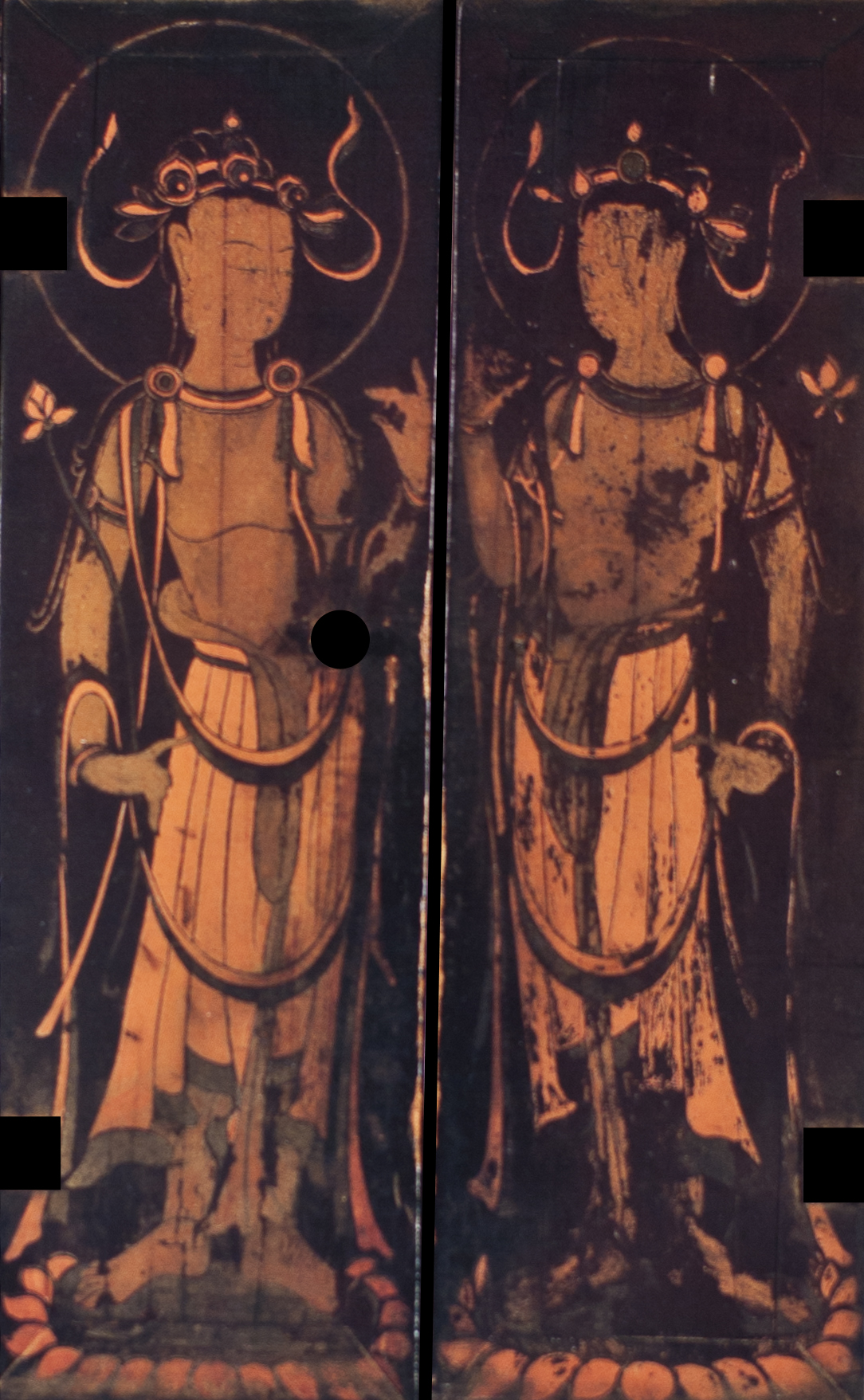
Jobb oldali ajtók

A miniatűr épület többféleképpen lett azonosítva, például palota-stílusú épületként, vagy mint egy templomi aranycsarnok, más néven kondó (kondō). Kontyolt nyeregtető stílusban épült teteje van, melyet japánul irimoja-cukuri (irimoya-zukuri) néven ismernek, a tető pedig pontosabban ennek a stílusnak egyik alfajában, a sikorobuki (shikorobuki) néven ismert stílusban épült. Ebben a technikában, a konty és az oromfal láthatóan külön vannak választva, mivel az utóbbi túlnyúlik a nevezetesen lapos előbbin, illetve van egy határozott törés a cserepezésben. Mikor a Sitennódzsi (Shitennō-ji) újjá lett építve a második világháború csendes-óceáni színterén szenvedett tönkretevése után, az Aranycsarnok tetőzete megtartotta ezt az ősi stílust. A tető csúcsával egyenlő hosszúságú szelemen mindkét végének díszítése ívelt csempével történt, melyet japánul sibi (shibi) néven ismernek. A sibik a 8. század túlélő építészetében, ezen belül csak a Tósódájdzsi (Tōshōdai-ji) aranycsarnokában találhatók meg. A tetőcserepek karima nélküli, félkör alakú típusban épültek. A háromszög alakú mezőben minden oromfal végződésénél van egy-egy királyoszlop, amelyek a szelemen végét támasztják. Leereszkedve az oromfal hosszán, merőlegesen a fő szelemenre úgynevezett kudarimunék (kudarimune) vannak, más néven csökkenő tetőgerincek. Az oromfalat szegélyezve, a csökkenő tetőgerincek fölött találhatók a függő cserepek, japánul kakegavarák (kagegawara), megfelelő szögben állva a többi cseréphez képest azzal a céllal, hogy egy bizonyos mértékű fedezéket biztosítsanak az oromvédő deszkáknak, melyek segítenek definiálni az oromfalat.
A sugár alakban ágazó könyökfák és tömbök, melyek a tető mély ereszeit támasztják, felhő formájúak. Ez egy olyan típus, amely kizárólag a legkorábbi, modern periódusig fennmaradt épületeken található meg, mint az aranycsarnok, a pagoda és a középcsarnok (chumon) a Hórjúdzsiben, illetve a három emeletű pagodákon a Hokkidzsi (Hokki-ji) és Horindzsinél (Horin-ji) (utóbbit egy villám égette a földig 1944-ben). A könyökfarendszer tartja a hátsó szarufákat, melyek belenyúlnak az ereszbe. Egy eredeti nagyságú épületben, az eresz lefelé irányuló terhelése a hátsó szarufák végei fölött ellensúlyozva van a másik végeiben a tető fő tömege által. Az összekötetlen szelemenfák, melyek a tetőt támasztják, keresztmetszetben kör alakúak, a korábbi fennmaradt épületekben levő négyszögletes szelemenfákkal ellenben. Ugyanakkor, a sarkoknál a szelemenfák egymással párhuzamosan vannak elhelyezve, nem olyan sugárirányú stílusban, amely a Sitennódzsinél végzett kiásásokból ismert. Az oszlopok, vagy négyzetes póznák a saját talpgerendáikkal vannak befogva, nem pedig áttörve a megszokottabb, átható kötőgerendák által.

### Festmények

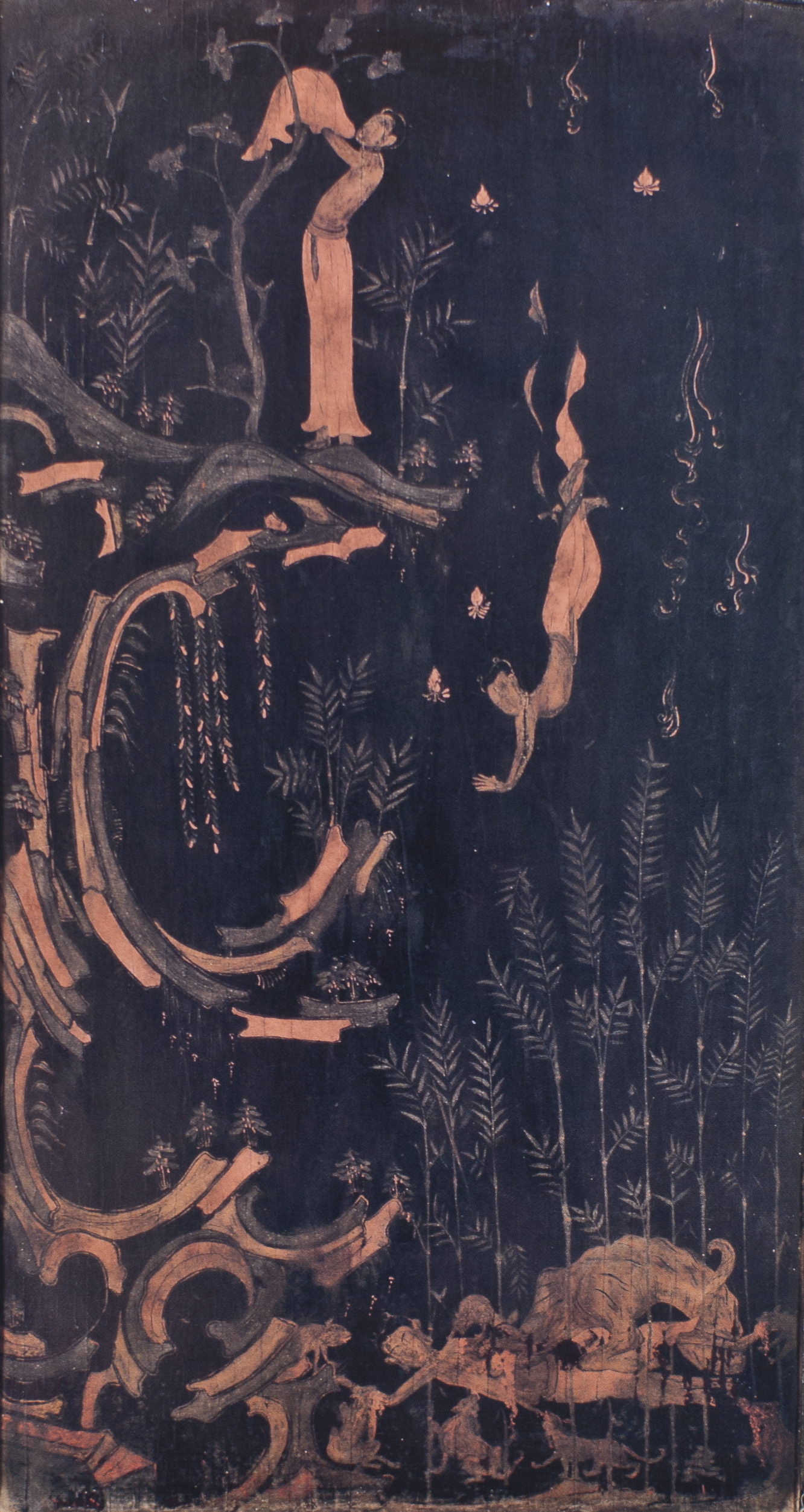
A bodhiszattva önfeláldozása

Abban az időben, a japán szobrászat erősen az Északi Wei dinasztia befolyása alatt állt, később pedig a hatodik századi kínai mintapéldányok hatottak rá. A fellelhető festményrészletek, mint például a szöveten látható „láng”, a sziklák és növények szintén a Wei és a Hat Dinasztia művészetével voltak asszociálva. Az ajtókon levő figurák, az őrző királyok és bodhiszattvák közelebb állhatnak a kortársabb kínai stílusokhoz. A narráció ezen használata, Indra és Jataka Tigris jeleneteiben, ahol a térbeli progresszió képviseli az időbelit, fellelhető a Mogao-i 254-es barlangban is. Ugyanakkor már előrevetíti a későbbi japán tekercsekét is.
Ahogy az épületnek, úgy a lábazatnak is mind a négy oldalát buddhista témájú festmények díszítik. Noha a pigmentált és bemetszett képek már ismertek az azonos korban készült sírokból, a Tamamusi ereklyetartó szekrény az egyedüli, buddhista festménnyel kapcsolatos példány, amely a korai 7. századi Japánból származik. A legközelebbi belföldi festői párhuzam hímzéssel kapcsolatban vonható, úgy mint a Tendzsukoku Mandala (Tenjukoku Mandala) a szomszédos Csúgúdzsiből (Chūgū-ji), mely Szuj-dinasztiai és koreai befolyást mutat. 
A miniatűr épület elülső ajtóin a Négy Égtájőr közül láthatunk kettőt, páncélba és lenge szövetekbe öltözve, karcsú alabárdokat tartva. Fejük fölött buddhista glória található. Az oldalsó ajtókon, lótusz talapzaton álló bodhiszattvák vannak, megkoronázva három mani ékszerrel, egyik kézzel egy virágzó lótuszszárat tartva, másikkal egy mudrát, avagy rituális gesztust formálva. A mudra az aniin vagy seppoin egy variánsa, jellemzője a befelé fordított tenyér, a kört formázó nagyujj és mutatóujj, amely a Nyolc Nagy Bodhiszattva szútrája szerint az érző lények vigasztalásának szándékát jelzi. Az oldalsó panelek, melyek átnyúlnak az ajtókon, ékszerekkel és virágokkal vannak díszítve. A hátulsó panelen egy szent tájkép található, négy barlanggal, melyekben buddhista szerzetesek ülnek, magasságuk három pagodával megemelve. A központi hegy mindkét oldala egy főnix és egy apsara vagy tennin, felhőkön lovagolva. A felső részen található a Nap és a Hold. Ez a Rjodzsu (Ryoju) hegynek lehet egy reprezentációja, ahol egykor Saka prédikálta a Lótusz szútrát.
A lábazat elején, egy tennin pár alatt, két térdelő szerzetes füstölőt tart egy tál égő tömjén előtt. A háttérben buddhista emlékek láthatók. Az edény felső része mindkét oldalon oroszlánok által van szegélyezve. A lábazat hátulján egy másik szent tájkép található, a központi hegy egy palota által megemelve, két kicsi palotát tartva mindkét oldalon. A hegy lábánál van egy sárkány, alatta pedig egy palota, egy leültetett figurával. Az oldalsó részeken főnixek, égi lények, ékszerek, a Nap és a Hold található. Ez a tájkép észrevehetően a Sumeru hegyet ábrázolja, a központi világ-hegyet, a kikeltés pedig a tengereket szimbolizálja. A lábazat jobb oldali paneljén egy jelenet található a Nirvána szútrából. A tetőn, mialatt a Buddha aszketikus tréninget végez a hegyekben, Indra megjelenik előtte egy démon képében jobb oldalon. Egy fél verssor meghallgatása után, a Buddha felajánlja a testét a húsevő démonnak a hátralék érdekében. Mielőtt megtenné, a festmény középső részén, a Buddha ráírja a tanításokat a kövekre. Ezután ledobja magát a csúcsról, majd esés közben Indra elkapja, aki ezúttal már a saját ábrázatában van. A lábazat bal oldalán van az úgynevezett Jataka Tigris, egy epizód a Aranyfény szútrából, vagyis egy bodhiszattváról, aki eltávolítja a felső ruházatát, amelyet utána egy fára akaszt, mielőtt ledobná magát a szikláról annak érdekében, hogy megetessen egy éhes tigrist és a kölykeit.
- Elülső ajtón levő őrök
- A szekrény hátának felső része
- A szekrény elejének alsó része
- A szekrény jobb oldalának alsó része
- A szekrény hátának alsó része

### Egyéb díszítések
A sibik, más néven a halfarok-díszítések a gerincoszlop mindkét végében stilizált skálákkal vagy madártollakkal vannak formázva, mialatt az ereklyetartó elülső ajtóit, a hosszú oldalain, egy rövid lépcsősor által lehet megközelíteni. Az épület építészeti elemei, a lábazat szélei, és az emelvények lonc arabeszk bronzsávokkal vannak díszítve. Az épület alapja és az emelvények az ereklyetartó legalján bemutatják a kózamaként (koozama) ismert alakot, mely hasonlít egy kivágott tálra, amely jellemző a későbbi bútorzatra, oltárpadozatokra és korlátokra. A lábazat teteje és alja szent lótuszszirom öntvényekkel van körülvéve.
A sorozatos Buddhák, amelyek az ajtókat és falakat díszítik a miniatűr épületen belül, részei az Ezer Buddha ikonográfiai hagyományának. A Buddha neveken levő szútrák, mint például a Busszecu Bucumjókjó (Bussetsu Butsumyōkyō), először kínaira fordítva a 6. században, feltehetően a Bocumjó-e(Botsumyō-e) gyakorlására vonatkozik, avagy Buddha neveinek megidézésére. A szöveg szerint, amely 11 093 Buddha, bodhiszattva és pratjékabuddha nevét hívja segítségül, amennyiben erkölcsös nők és férfiak kapják meg, tartják meg és olvassák a Buddhák nevét, jelen életükben nyugalomban részesülhetnek, távol kerülhetnek minden nehézségtől, és kitörölhetik minden bűneiket. A jövőben tökéletes bölcsességre tehetnek szert. A foming, avagy a Buddhák megnevezésének kontinentális gyakorlása, melyből a japán gyakorlat származtatott, úgy van számon tartva, hogy olyan Ezer Buddha reprezentációkból származik, mint a Tunhuang melletti, 254-es Mogao-i barlangban fellelhető festmények. Ugyanebben a barlangban Jataka Tigrisről is vannak festmények.

### Technológia

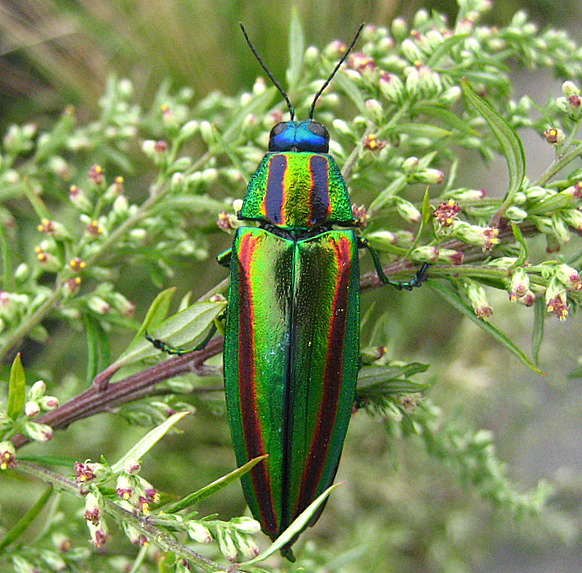
A tamamusi bogár

Az ereklyetartó lakkozott hinokiból, azaz japán ciprus- és kámforfából készült. Mindkettő eredeti japán fajta. Az épület tagjaihoz, a lábazat széleihez és az emelvényhez, csipkekötéses bronzsávok vannak illesztve. Ezen fémmunka alatt lettek a tamamusi szárnyak ráillesztve az úgynevezett bogárszárny technikával. A bogár gyönyörű szárnyaiból készült kiegészítők Koreába is eljutottak. Az Ezer Buddha domborított vagy kalapált bronzból készült, a tetőcserepek pedig szintén fémből vannak. Fénymikroszkópra vagy műszeres analízisre lenne szükség ahhoz, hogy határozottan be lehessen azonosítani a pigmenteket és a kötőanyagokat, amelyeket az eredeti színrendszerben használtak- vöröset, zöldet, sárgát, és fehéret fekete alapon. A rendelkezésre álló pigmentek skálája, összehasonlítva a korábban díszített sírdombbal, a buddhizmus Japánba való betörésével meg lett változtatva. Bár általánosan a lakkozás van elterjedve, a Meidzsi-kor óta egyes tudósok azt állítják, hogy a festmények egy bizonyos micuda-e (mitsuda-e) technikával készültek, amely egy korai olajfestésféle, perilla olajat használva ólomgeléttel, mint szárítószer. 

## Fordítás
Ez a szócikk részben vagy egészben  a   Tamamushi Shrine című angol Wikipédia-szócikk ezen változatának fordításán alapul.  Az eredeti cikk szerkesztőit annak laptörténete sorolja fel. Ez a jelzés csupán a megfogalmazás eredetét és a szerzői jogokat jelzi, nem szolgál a cikkben szereplő információk forrásmegjelöléseként.